# 2.º Prêmio Angelo Agostini
O 2.º Prêmio Angelo Agostini (também chamado Troféu Angelo Agostini) foi um evento organizado pela Associação dos Quadrinhistas e Caricaturistas do Estado de São Paulo (ACQ-ESP) com o propósito de premiar os melhores lançamentos brasileiros de quadrinhos de 1985 em diferentes categorias.

## História
Além da premiação dos quadrinistas veteranos como "Mestre do Quadrinho Nacional", novas categorias de premiação foram criadas como incentivo a novos artistas: "melhor desenhista", "melhor roteirista" e "melhor lançamento". Além disso, a escolha dos vencedores passou a ser por voto aberto para associados da AQC-ESP e associações de quadrinistas de outros estados, alcançando um total de 50 votos.
Novamente, o troféu foi uma placa em clichê do primeiro episódio da série As Aventuras de Nhô Quim ou Impressões de Uma Viagem à Corte, obra de Angelo Agostini então considerada a primeira história em quadrinhos brasileira. A cerimônia de entrega de troféus foi realizada no Sesc Pompeia, em São Paulo, junto com uma exposição em homenagem a todos os premiados.

## Prêmios
| Categoria                    | Vencedores                                   |
| ---------------------------- | -------------------------------------------- |
| Mestre do Quadrinho Nacional | Gedeone Malagola                             |
| Mestre do Quadrinho Nacional | Julio Shimamoto                              |
| Mestre do Quadrinho Nacional | Nico Rosso                                   |
| Desenhista                   | Watson Portela                               |
| Roteirista                   | Júlio Emílio Braz                            |
| Lançamento                   | Chiclete com Banana Angeli (Circo Editorial) |
| Lançamento                   | Medo vários autores (Press Editorial)        |